# إتت
كانت إتِـت أو آتِت أميرة ونبيلة مصرية عاشت في مصر القديمة. وكانت زوجة الأمير نفر ماعت أي «مُتمم الماعت»، الابن البكر للملك سنفرو «أول ملوك الأسرة الرابعة»، حمل نِفِر ماعِت عدة ألقاب ومناصب هامة تدل على مكانته منها (سا نسو سمسو) أي الابن الأكبر لللمك و (ختمتي نسو) أي حامل الختم الملكي. كما كان وزيراً و (حِم نثر باستت) أي كاهن الآلهة باستيت ربة الحماية والموسيقى والرقص والمرح والأسرة والحب، حيث قُدست عبادتها في البلاط الملكي. كانت إتِـت أم لثلاث بنات والعديد من الأبناء. وقد خلف ابنها حم إيونو والده في منصب الوزير. وقد دُفنّت هي وزوجها في المصطبة رقم 16 في ميدوم.
وقد حملت إتِـت لقب «المعروفة للملك». وكان هذا اللقب غالباً ما يُمنح للإشارة إلى شخص من الحاشية الملكية، ومن الغالب أنها حصلت على لقبها من خلال زواجها من ابن الملك. أما أسماء والديها فهي غير معروفة.

## عائلتها

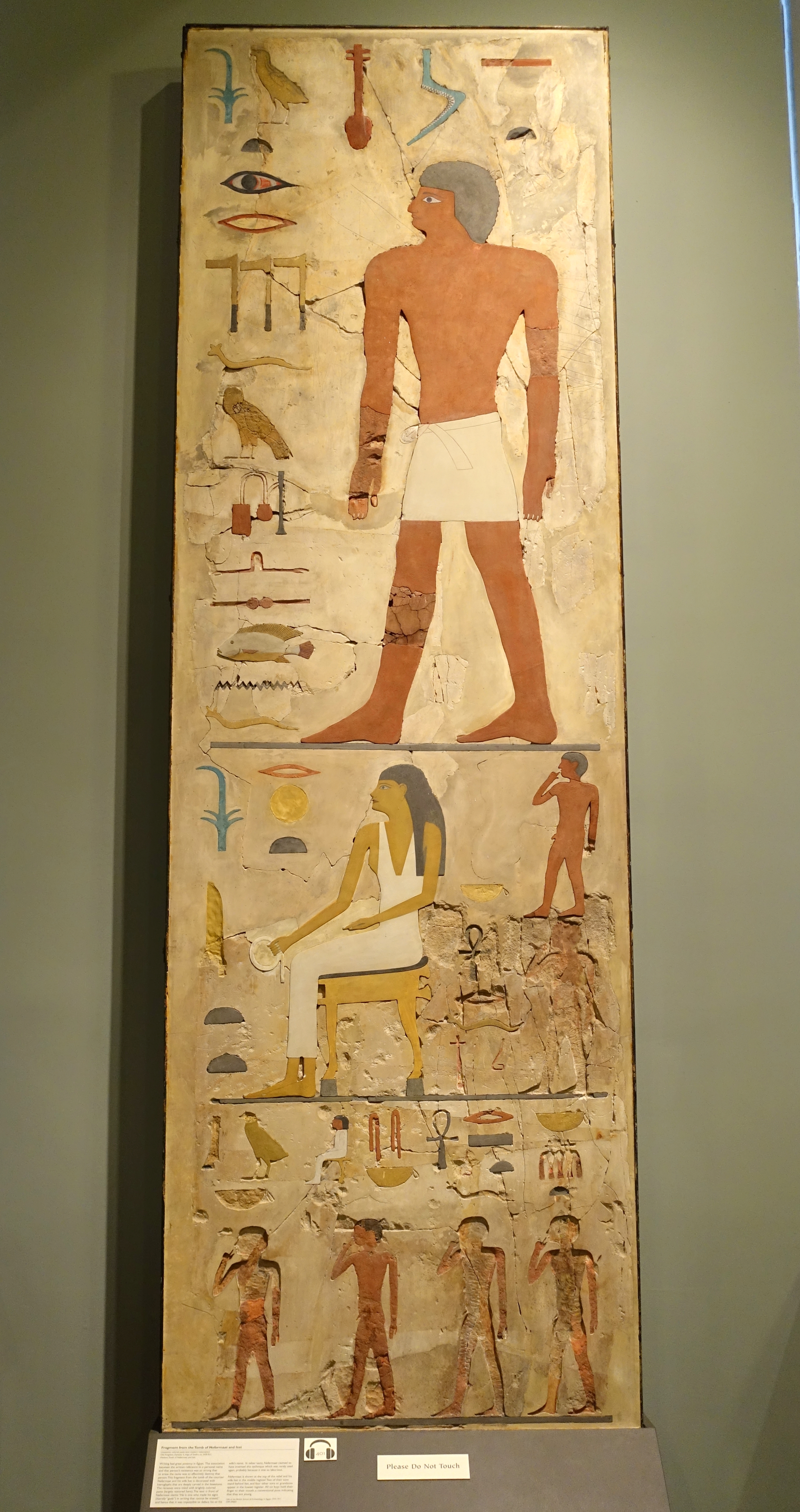
معروض في متحف معهد الدراسات الشرقية، جامعة شيكاغو، شيكاغو، إلينوي، الولايات المتحدة الأمريكية. هذا العمل قديم بما فيه الكفاية ليكون في المجال العام. تم السماح بالتصوير في المتحف دون قيود.
الطبقة العلوية: نفرمات.
الطبقة الوسطى: إيتت جالسة، وخلفها طفل غير معروف (في الأعلى) وأنخرفينجيف (في الأسفل).
الطبقة السفلية، من اليسار إلى اليمين: وِحِمكا، طفل غير معروف، أنخرشريتيف، ونيبخينيت.

ذُكرت أسماء خمسة عشر ابناً وابنة من نسل إتِـت ونِفِر ماعِت في مقبرتيهما في ميدوم. وقد صورت ابنتيهما دجيفاتسن وإيسيسو وأولادهما هيميونو وإيسو وتيتا وخينتيمريش على هيئة بالغين، بينما صورت ابنتهما باجيتي وأولادهما إيتيسن وإينكايف وسيرفكا ويهمكا وشيبسكا وكاخنت وأنشيرشيريتيف وأنخرفينيدجيف وبونيب وشبسنسنب في هيئة أطفال. ويُعتقد أن ابنها حم إيونو هو «الوزير» الذي ساعد في بناء الهرم الأكبر لخوفو وغالباً ما يشار إليه بأنه المهندس المعماري للهرم.

## وصف مقبرة الأمير نِفِر ماعِت وزوجته إتِـت في ميدوم
شيد الأمير نِفِر ماعِت مصطبته التي تحوي مقبرته في ميدوم بالطوب اللبن. ويبلغ طول المقبرة من الشمال إلى الجنوب 120 متراً، وعرضها من الشرق إلى الغرب 68 متراً. وللمصطبة مقصورتان، الجنوبية أكبر من الشمالية، خصصت الجنوبية للأمير والشمالية لزوجته.
وقد أحيطت المقصورة الجنوبية من الخارج بسور خارجي لتزويدها بفناء مكشوف وكسيت كلتا المقصورتان بألواح حجرية وزودت كلاهما بباب وهمي في الجدار الغربي وزينت بمناظر الحياة اليومية. 
من أشهر مناظر المقبرة، منظر مرسوم بالحفر الغائر على جدارية ارتفاعها 72 سم وطولها 180 سم وعرضها 172 سم. لمجموعة من ست أوزات، تأكل اثنتان منهم العشب والجدارية محفوظة بالمتحف المصري في القاهرة.
وقد اكتشف المقبرة عالم المصريات الفرنسي أوجوست مارييت والإيطالي لويجي فاسالي عام 1871.

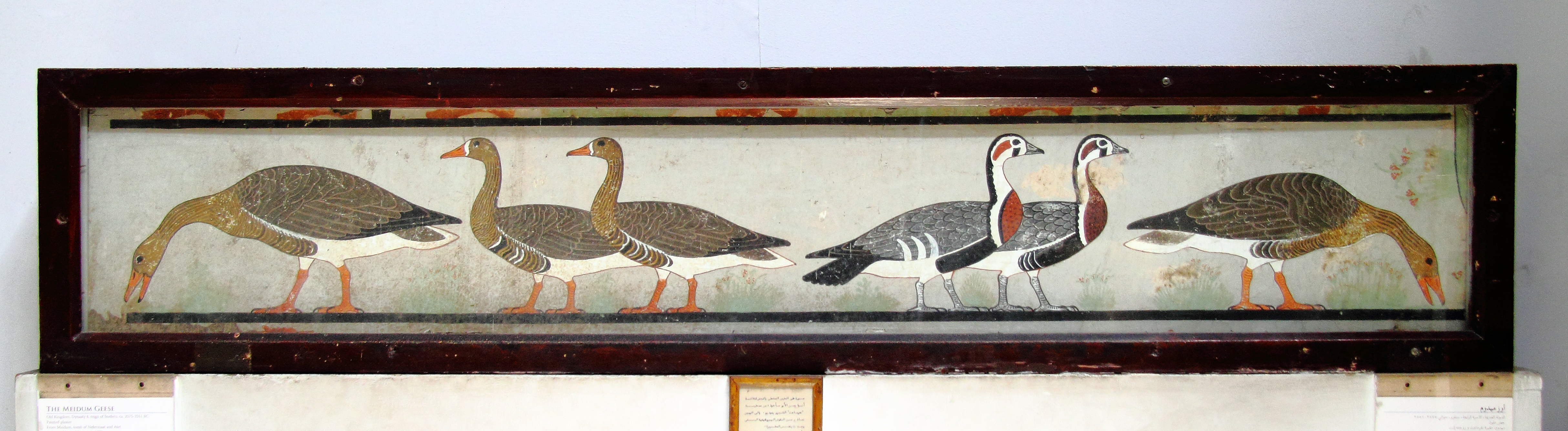
مشهد الأوزات على جدارية محفوظة بالمتحف المصري بالقاهرة